# Floscopa polypleura
Floscopa polypleura är en himmelsblomsväxtart som beskrevs av John Patrick Micklethwait Brenan. Floscopa polypleura ingår i släktet Floscopa och familjen himmelsblomsväxter. Inga underarter finns listade.